# Ngandong (Grabagan)
Ngandong is een bestuurslaag in het regentschap Tuban van de provincie Oost-Java, Indonesië. Ngandong telt 4430 inwoners (volkstelling 2010).
- voor de Ngandong-fossielen zie Solomens